# Topaz
Topaz je mineral iz grupe nezosilikata, s kemijskom formulom Al2[SiO4](F,OH)2.  Kristalizira u rompskom kristalnom sustavu i kristali su mu većinom prizmatični s piramidalnim završetkom, a često je prisutan i bazalni pinakoid. Što su otopine iz kojih kristaliziraju zasićenije, kristali su izduženiji.
Ima savršenu kalavost po plohi {001} pa se s draguljima od topaza i drugim kristalima treba rukovati oprezno, da bi se izbjegli odlamanje po plohama kalavosti. Također, po plohama prizme može se uočiti prutanje. Lom je školjkast do neravan. Topaz ima tvrdoću 8 (i nalazi se na Mohsovoj skali tvrdoće) te specifičnu gustoću 3.4-3.6, no ako je više OH-skupine u sastavu, gustoća će biti manja. Sjaj mu je staklast.
Čisti topaz je proziran, ali većinom ima u sebi nečistoća; tipični topaz je boje bijelog vina ili slamnatožut. Može biti i bijeli, sivi, zeleni, plavi, ružičast ili crvenkastožut te proziran do poluproziran. Kada se zagrije, žuti topaz obično postaje crvenkasto-ružičast. Može ga se i ozračiti, pa kamen postaje svjetliji te plavkastih nijansi. No, moramo imati na umu da kada ga ozračimo, topaz će i sam neko vrijeme zračiti, pa ga prije upotrebe moramo pustiti da se "ohladi".
Najnoviji trend u draguljarstvu je obrada topaza tako da mu se boje na plohama prelijevaju (iridiscencija), tako što ga se parnom depozicijom (tloženjem iz pare) premaže tankim slojem titan-oksida.

## Ležišta i nalazišta
Topaz često nalazimo u zajednici sa silikatnim (kiselim) magmatskim stijenama granita i riolita. Obično kristalizira u granitnim pegmatitima ili u šupljinama ispunjenim zrakom unutar riolitne lave (takve topaze nalazimo na planini Topaz, zapadna Utah, SAD). Moguće ga je naći i uz fluorit, mikroklin i kasiterit. Nalazimo ga na Uralu i Iljmenskom gorju, u Češkoj, Njemačkoj, Norveškoj, Italiji, Švedskoj, Japanu, Brazilu, Meksiku te u SAD-u.
Najveći do sada pronađeni topaz - nazvan "El Dorado" - nađen je u Brazilu 1984. godine, teži 6.2 kg i nalazi se u britanskoj Kraljevskoj kolekciji.

## Etimologija i upotreba
Ime "topaz" dolazi od grčke riječi topazos, što znači "tražiti", a to se odnosilo na otok Zabargad u Crvenom moru, kojeg je bilo jako teško naći, a na njegovim tajnim lokalitetima je bilo žutog kamena (za kojeg se danas misli da je zapravo bio žuti olivin) koji se kopao u antička vremena. U Srednjem vijeku ime topaz koristilo se za bilo koji žuti dragulj, no danas se koristi samo za ovaj silikat.
Žuti topaz je rođendanski kamen mjeseca studenog, a plavi topaz mjeseca prosinca.

## Vanjske poveznice
- Hurlbut, Cornelius S.; Klein, Cornelis, 1985, Manual of Mineralogy, 20th ed., ISBN 0-471-80580-7 (engl.)
- Webmineral (engl.)
- Mindat with location data (engl.)
- Mineral galleries  Arhivirana inačica izvorne stranice od 29. lipnja 2007. (Wayback Machine) (engl.)
- Gem and Diamond Foundation 25 Books on Topaz  Arhivirana inačica izvorne stranice od 15. kolovoza 2009. (Wayback Machine) (engl.)